# Angriff auf die Kirchen von Imbaba
Der Angriff auf die Kirchen von Imbaba am 7. Mai 2011 war eine Serie von Angriffen, die gegen koptisch-christliche Kirchen im Arbeiterviertel Imbaba der ägyptischen Hauptstadt Kairo gerichtet waren.
Die blutigen Attacken wurden von salafistischen Muslimen durchgeführt und begannen um 16 Uhr Ortszeit, als die Salafisten zunächst die koptisch-orthodoxe Kirche von Sankt Mina attackierten. Sie vermuteten, dass ein christliches Mädchen gegen ihren Willen festgehalten worden sei, da sie angeblich zum Islam konvertieren wolle.
Bei den Angriffen wurden 3 koptische historische Kirchen komplett niedergebrannt und viele christliche Häuser sowie Geschäfte zerstört und geplündert wurden. Insgesamt wurden bei den Angriffen 15 Menschen getötet und 232 weitere verletzt. Unter den Getöteten waren mindestens 4 Angehörige der christlichen Minderheit und sechs Moslems, während zwei andere Leichen weiterhin nicht identifiziert waren.
Imbaba ist seit den 1970er Jahren als Hochburg der islamischen Fundamentalisten bekannt, umfasst aber auch eine signifikante Einwohnerzahl an koptischen Christen.
Gemäß der Untersuchungskommission, die mit der Untersuchung der Ereignisse von Imbaba beauftragt war, wurden die Angriffe von salafistischen Muslimen in Zusammenarbeit mit muslimischen Schlägerbanden durchgeführt, die in der Nachbarschaft leben. Nach Angaben der Kommission organisierten sich die Aggressoren selbst in Gruppen; die erste schoss mehrere Ladungen ab, um die Christen daran zu hindern, die Kirche zu beschützen, während die zweite Gruppe in die historischen Kirchen einbrach und sie niederbrannte. Der ägyptische Menschenrechtsrat kritisierte ebenfalls die islamistische Bewegung für die Billigung des Angriffs. Der Menschenrechtsrat beschuldigte auch Salafisten der „Intensivierung von extremistischen religiösen Interpretationen, welche die Neuordnung der ägyptischen Gesellschaft vorsehen, um Christen auszuschließen.“